# John Harrington
John Michael Harrington (Virginia (Minnesota), 24 mei 1957) is een Amerikaans ijshockeyer. 
Tijdens de Olympische Winterspelen 1980 in eigen land won Harrington samen met zijn ploeggenoten de gouden medaille. Harrington nam ook in 1984 deel aan de Spelen.